# Ann Grantová
Ann-Mary Gwynne Grantová rozená Fletcherová (* 6. května 1955) je bývalá zimbabwská pozemní hokejistka, kapitánka týmu, který v roce 1980 na olympijských hrách v Moskvě vybojoval zlaté medaile.